# 127-ма мотострілецька дивізія (РФ)
127-ма мотострілецька Червонопрапорна, ордена Кутузова дивізія (127 МСД, в/ч 44980) — з'єднання Сухопутних військ Збройних сил Російської Федерації чисельністю в дивізію. Пункт постійної дислокації формування — село Сергіївка Пограничного району Приморського краю. З'єднання входить до складу 5-ї загальновійськової армії Східного військового округу.

## Історія
Після розпаду СРСР у 1992 році 127-ма кулеметно-артилерійська дивізія Радянської армії перейшла до складу Збройних сил Російської Федерації.
1 листопада 2009 року 127-ма кулеметно-артилерійська дивізія була переформована на 59-ту окрему мотострілецьку бригаду зі збереженням бойової слави, нагород й історичного формуляра з'єднання.
У 2013 році 59-та бригада займалася ліквідацією наслідків масштабної повені на Далекому Сході.
1 грудня 2018 року 59-та окрема мотострілецька бригада переформована в 127-му мотострілецьку дивізію.

### Російсько-українська війна
У 2022 році відзначено участь дивізії у повномасштабному вторгненні в Україну. Під час вторгнення загинув командир артилерійського полку 127-ї мотострілецької дивізії підполковник Федір Соловйов.
В жовтні 2024 з'явились повідомлення, що на базі 127-ї дивізії у селі Сергіївка Приморського краю відбувається підготовка північнокорейських військових для участі у війні з Україною.

## Склад

### 2017
Склад бригади на 2017 рік:
| - Управління - 1-й механізований батальйон - 2-й механізований батальйон - 3-й механізований батальйон - Стрілецька рота (снайперів) - Танковий батальйон - 1-й гаубичний самохідно-артилерійський дивізіон - 2-й гаубичний самохідно-артилерійський дивізіон - Реактивний артилерійський дивізіон - Протитанковий артилерійський дивізіон - Зенітний ракетний дивізіон - Зенітний ракетно-артилерійський дивізіон - Розвідувальний батальйон - Рота БПЛА - Інженерно-саперний батальйон, | - Рота РХБЗ - Батальйон управління (зв'язку) - Рота РЕБ - Батарея управління та артилерійської розвідки (начальника артилерії) - Взвод управління і радіолокаційної розвідки (начальника ППО) - Взвод управління (начальника розвідувального відділення) - Ремонтно-відновлювальний батальйон - Батальйон матеріального забезпечення - Комендантська рота - Медична рота - Взвод інструкторів - Взвод тренажерів - Полігон - Оркестр |

### 2022
Склад дивізії на 2022 рік:
| - Управління дивізії, в/ч 44980 (с. Сергіївка); - 114-й гвардійський мотострілецький Духовщинсько-Хінганський ордена Жовтневої революції, Червонопрапорний, ордена Суворова полк, в/ч 24776 (м. Уссурійськ); - 143-й мотострілковий полк, в/ч 21634 (с. Сергіївка); - 394-й мотострілковий Червонопрапорний полк, в/ч 25573 (с. Сергіївка); - 218-й танковий полк, в/ч 82588 (с. Сергіївка); - 872-й самохідний артилерійський Вітебсько-Хінганський ордена Олександра Невського полк, в/ч 75234 (с. Сергіївка); - 1171 зенітний ракетний полк, в/ч 65484 (м. Уссурійськ); - 77-й окремий розвідувальний батальйон; - 243-й окремий інженерно-саперний батальйон, в/ч 93580; - 79-й окремий ремонтно-відновлювальний батальйон, в/ч 98655 (смт Липівці); - 928-й окремий батальйон зв'язку, в/ч 14241, - 42-й окремий медичний батальйон - 1139-й окремий батальйон матеріального забезпечення |

## Командири
- Полковник Рижков Сергій Борисович (2008—2009)
- Полковник Тубол Євген Вікторович (2009—2011)
- Полковник Сичов Андрій Іванович (серпень 2011 — січень 2012)
- Полковник Бердніков Роман Борисович (лютий 2012 — серпень 2014 року)

## Втрати
Відомі втрати дивізії: